# Taxithelium andongense
Taxithelium andongense là một loài Rêu trong họ Sematophyllaceae. Loài này được (A. Gepp) Broth. miêu tả khoa học đầu tiên năm 1908.